# Pelagonija
Pelagonija (makedonski: Пелагонија, grčki: Πελαγονíα) je bila jedna od regija antičke Europe koja je vremenom postala dio Makedonskog kraljevstva. 
Pelagonija je graničila s antičkim pokrajinama Dardanijom na sjeveru, lirijom na zapadu, Peonijom na istoku i Linkestisom na jugozapada. Ovaj kraj nastanjivala su Tračko - Ilirska plemena: Pelagoni, Peonci, a od 1900. pr. Kr. Ahajci i Eoljani. 
Pelagonija je bila kolijevka mikenskih plemena. U Pelagoniji je pronađeno puno predmeta iz pre - mikenskog razdoblja, poput dvostruke sjekire, koja je tek kasnije pronađena u Mikeni. Ovi objekti su izloženi u Regionalnom muzeju Bitola. Nešto kasnije ovaj kraj naselili su Makedonci. 
Grčki povjesničar, geograf i filozof, Strabo nazvao je Pelagoniju Tripolitis, radi tri tadašnja velika grada u Pelagoniji.
Danas se naziv Pelagonija rabi kao naziv za prostranu dolinu koju dijele Sjeverna Makedonija i Grčka (Egejska Makedonija). U njoj se nalaze makedonski gradovi Bitola i Prilep i grčki grad Florina.
- Pelagonija je 1258. godine bila poprište slavne Bitke kod Pelagonije u kojoj su se sukobile vojske Bizanta i Latinskog carstva.

## Gospodarstvo
Pelagonija je najveće žitorodno područje u Makedoniji, a nije zanenariva ni proizvodnja u Grčkoj. Puno se uzgaja i duhan ( u Prilepskom dijelu), suncokret i šećerna repa, a razvijeno je i stočarstvo.
U Pelagoniji je snažno razvijena prehrambena industrija; Žito Bitola, Žito Prilep, Vitaminka (Prilep). Snažna je bila duhanska industrija (Prilep) i metalna industrija (kućanski aparati Bitola)
Pelagonija ima i značajne rezerve ugljena, koji se kopaju u dva rudnika: Suvodol i Gneotino. U Pelagoniji radi i najveći energetski pogon u Makedoniji termoelektrana REK Bitola, kapaciteta 675 MW ( ona proizvodi 80% električne energije u Makedoniji).

## Vanjske poveznice
- Granice Pelagonije na grčkom otoku Eubeja  Arhivirana inačica izvorne stranice od 1. studenoga 2005. (Wayback Machine)